# Langenscheidtbrücke

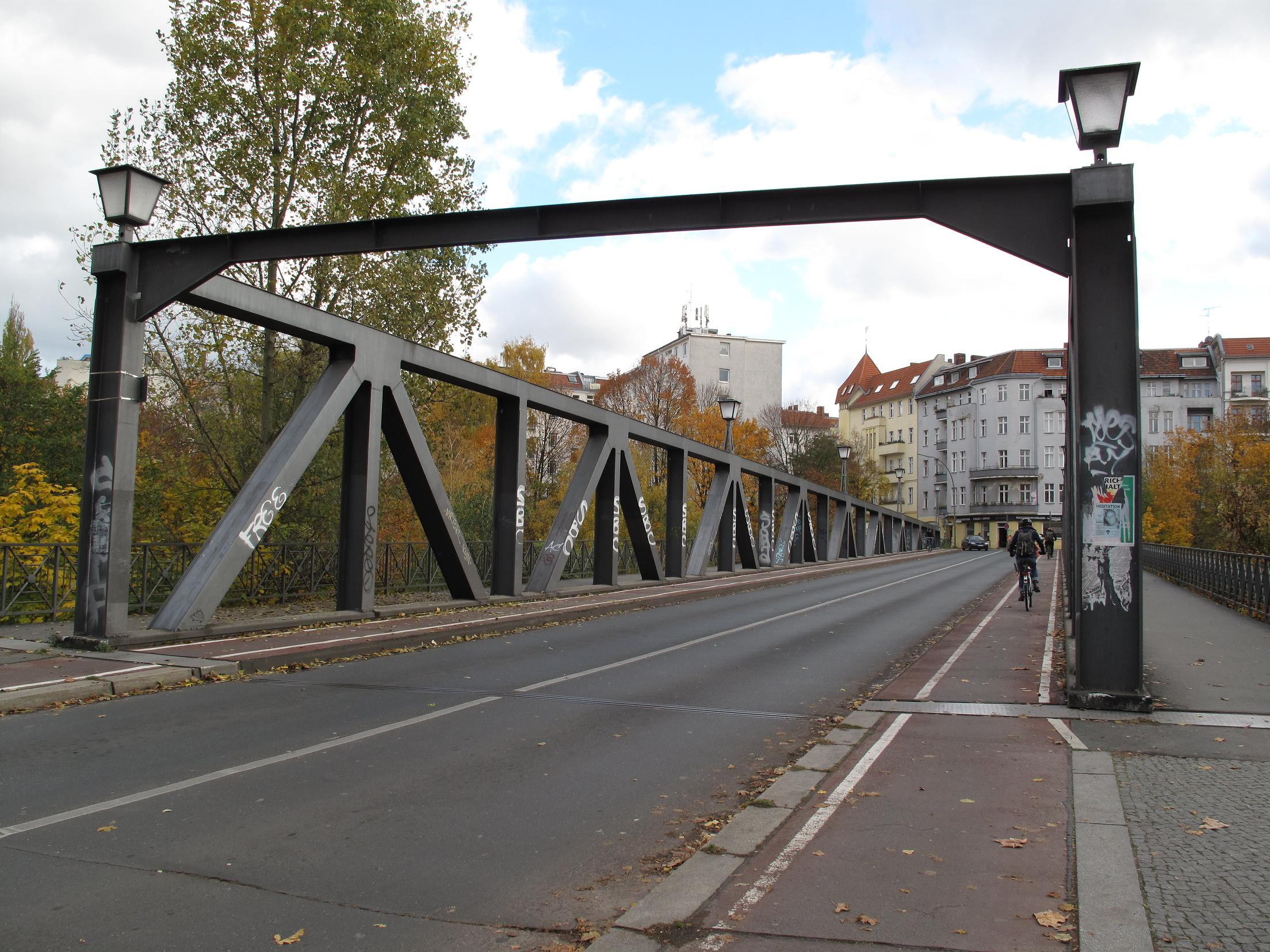
Langenscheidtbrücke: Blick von der Langenscheidtstraße auf die ansteigende Brückenfahrbahn, 2009

Die Langenscheidtbrücke ist eine Straßenbrücke im Berliner Ortsteil Schöneberg.

## Beschreibung

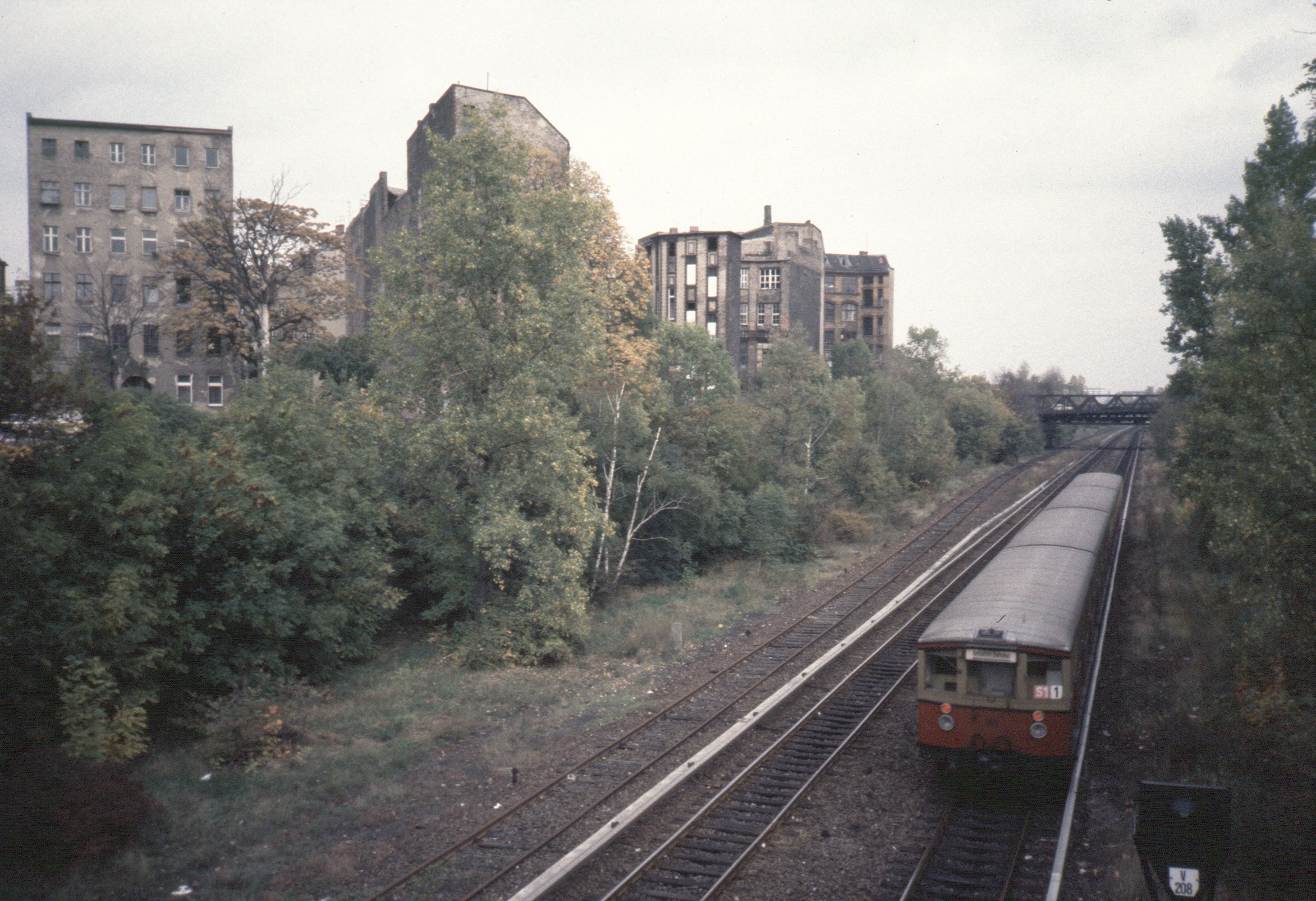
Alte Langenscheidtbrücke, Blick von der Julius-Leber-Brücke, 1986

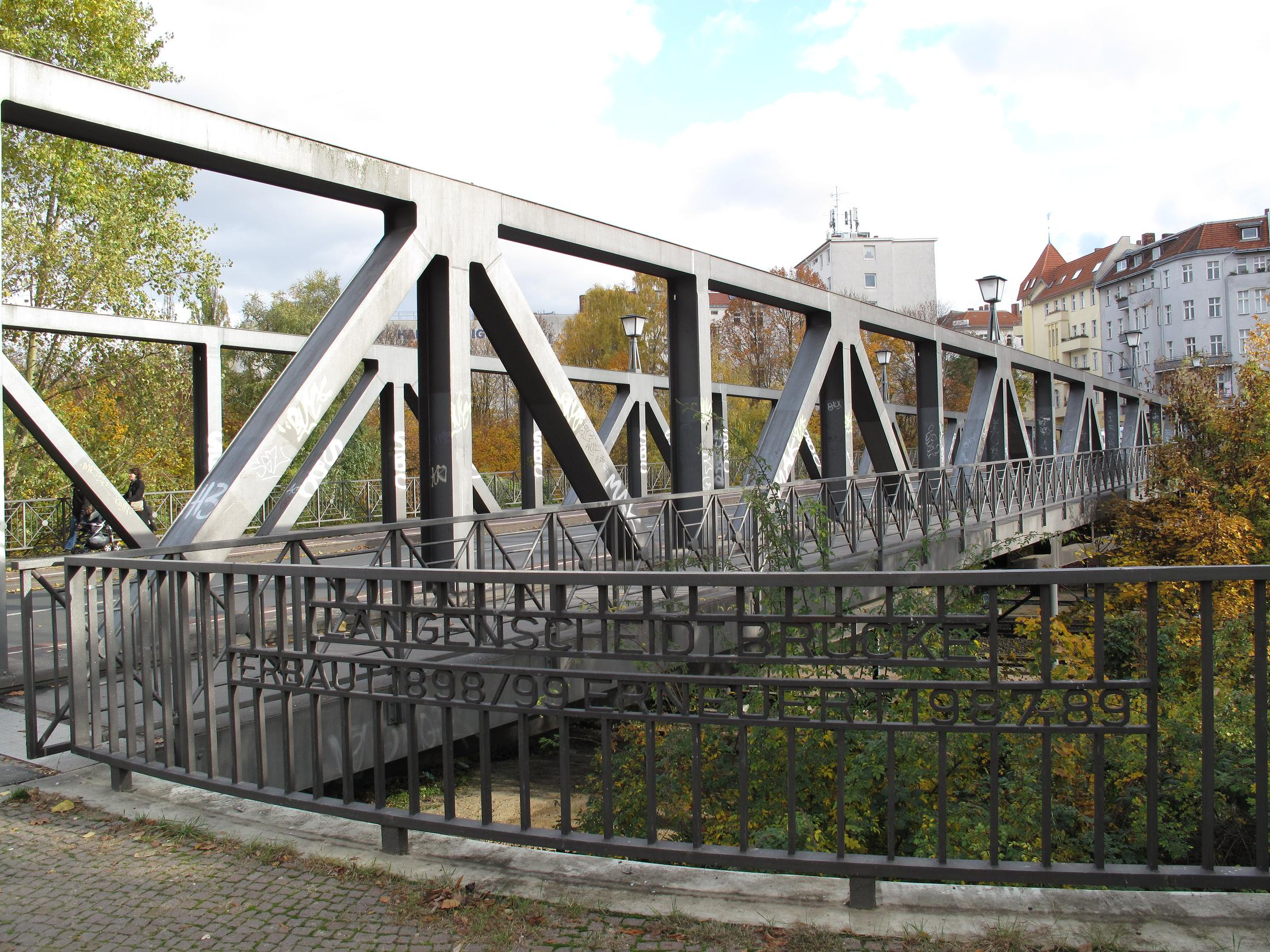
Blick von der Crellestraße nach Nordosten, 2009

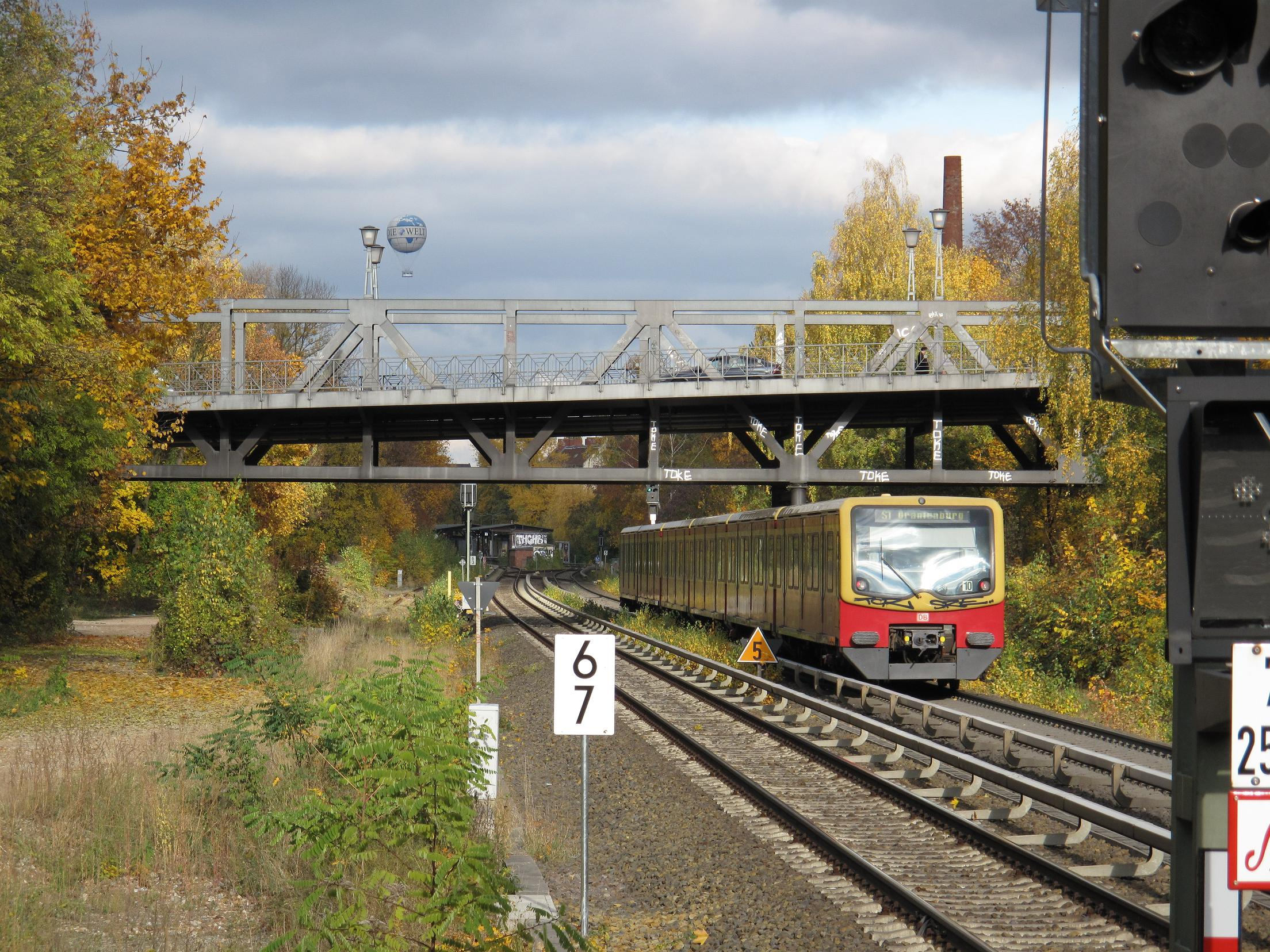
Blick vom S-Bahnhof Julius-Leber-Brücke auf die Langenscheidtbrücke, 2009

Die stählerne Fachwerkbrücke führt den Straßenzug Monumenten-/Langenscheidtstraße über die Eisenbahntrasse, in der sich von Osten aus gesehen die Gleise der Südringspitzkehre, der Wannseebahn und der Berlin-Potsdamer Stammbahn befanden. Die Brücke bildet einen Westausgang der von Gleisanlagen umschlossenen Roten Insel.
Anlass für den Bau des damals noch Siegfriedbrücke genannten Brückenbauwerks waren Erweiterungen der Bahnanlagen. Die Brücke wurde 1898/1899 mit zwei 6,10 Meter hohen und 99 Meter langen Längshauptträgern als genietetes Strebenfachwerk erbaut. Jeder Hauptträger lag auf den beiden Widerlagern am Brückenende und auf zwei Pendelstützen auf. Die Besonderheiten dieser markanten Brücke bestanden in der um 3,29 Meter ansteigenden Fahrbahn, die auf Stahlbetonkappen zwischen den Hauptträgern ruhte, und im Portalbogen an der westlichen Brückenseite.
Durch Einwirkungen des Zweiten Weltkriegs und Korrosionsschäden aufgrund unterlassener Bauwerksunterhaltung (bedingt durch die Autobahnplanung) war der Ursprungsbau in den 1980er Jahren stark in seiner Substanz beeinträchtigt. Ferner wurde die Belastbarkeit des Werkstoffs (Thomas-Stahl, der bei Schweißreparaturen zur Versprödung neigt) in Frage gestellt. Die Brücke war ursprünglich für ein zulässiges Gesamtgewicht für Kraftfahrzeuge von 24 Tonnen bemessen; dies musste 1974 auf 9 Tonnen und schließlich im Jahr 1981 auf 2,8 Tonnen reduziert werden.
Zunächst war vorgesehen, im Rahmen der parallel zur Wannseebahn geplanten Verlängerung der Bundesautobahn 103 (Westtangente) eine schlichte Kastenbrücke als Ersatz für die alte Langenscheidtbrücke zu bauen. Durch Bürgerproteste wurde der Weiterbau der Westtangente verzögert und schließlich vollständig eingestellt. Gleichzeitig kam die Forderung auf, die denkmalschutzwürdige Langenscheidtbrücke wieder instand zu setzen. Die Schäden an der alten Brücke wurden aber als so schwerwiegend eingeschätzt, dass ein Neubau nicht zu umgehen war.
Die alte Brücke wurde 1987 abgerissen und 1987/1989 von der Ingenieurgesellschaft Gregull + Spang durch einen Neubau ersetzt, der nun wieder als Stahlkonstruktion geplant wurde und das Erscheinungsbild der alten Brücke beibehalten sollte. Die beiden Fachwerkträger sind nun mit 86 Metern etwas kürzer, um den Einmündungsbereich der angrenzenden Straßen günstiger gestalten zu können, und wurden in geschweißter Ausführung hergestellt. Aus Sicht der Baustatik handelt es sich wieder um Durchlaufträger über drei Feldern, die jeweils auf den Widerlagern und zwei Pendelstützen ruhen. Das Stahlgewicht der Brücke beträgt insgesamt 462 Tonnen.
Die Straßenbrücke trägt seit 1931 den Namen von Gustav Langenscheidt, dem Gründer des benachbarten Verlagshauses Langenscheidt. Davor hieß sie Siegfriedbrücke.
An der Ecke zur Crellestraße befindet sich die Stahlskulptur Bahn-Damm des Bildhauers Georg Seibert, einem Meisterschüler von Hans Uhlmann.

## Die Langenscheidtbrücke im Film
Im Film Der Himmel über Berlin von Wim Wenders aus dem Jahr 1987 spielt eine Szene auf der „alten“ Langenscheidtbrücke.